# 劉栖楚
劉 栖楚（りゅう せいそ、776年 - 827年）は、唐代の官僚。字は善保。

## 経歴
劉博の子として生まれた。河南県尉の劉栖梧の弟にあたる。身分の低い出身から、恒州の官吏となり、王承宗に見出された。のちに李逢吉の推薦を受け、鄧州司倉参軍から右拾遺に抜擢された。李逢吉の手先となり、裴度を中傷し、李紳を殺そうとした。
長慶4年（824年）、敬宗が即位すると、遊猟に出ることが多く、朝から晩に及んだ。栖楚は入朝すると、禁裏の地面に額を叩きつけて血を流しながら、敬宗を諫めた。李逢吉がかれの叩頭を止め、敬宗が顔色を変えて栖楚を退出させようとすると、栖楚は「臣が奏上できないなら、臣は首を砕いて死にましょう」と言い放った。敬宗が詔を出すと、ようやく栖楚は退出した。
ほどなく栖楚は起居郎に転じ、諫議大夫に進んだ。宝暦元年（825年）、刑部侍郎に任じられた。京兆尹に転じ、豪族を抑制して、当時の人に前漢の趙広漢にたとえられた。のちに権勢をたのんで、宰相の韋処厚を凌駕しようとしたため、宝暦3年（827年）1月に桂管観察使として出された。大和元年（同年）8月25日、在官のまま死去した。享年は52。左散騎常侍の位を追贈された。

## 伝記資料
- 『旧唐書』巻154 列伝第104
- 『新唐書』巻175 列伝第100